# Powiat wysokomazowiecki

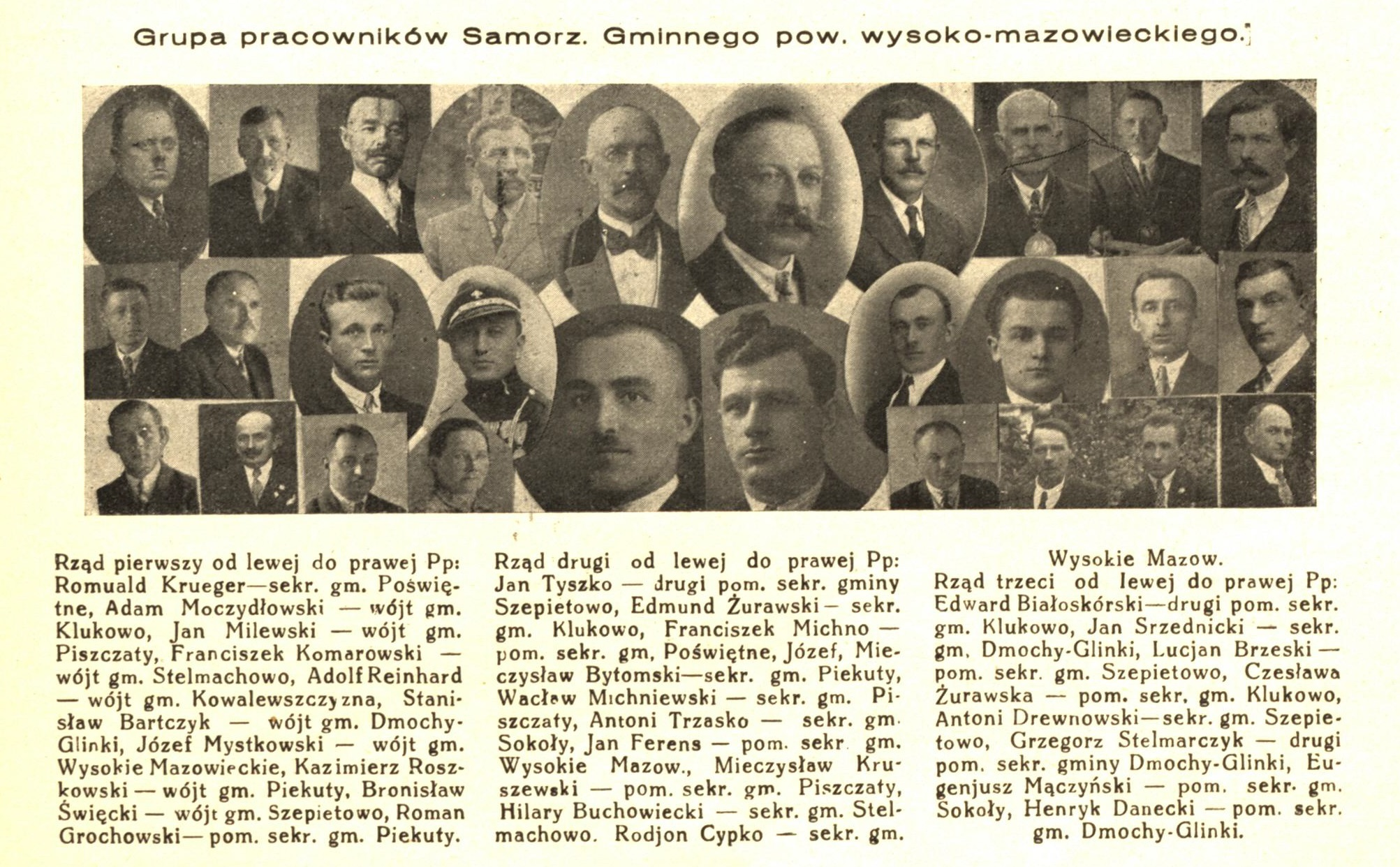
Powiat wysokomazowiecki – grupa pracowników samorz. gminnego 1931 r.

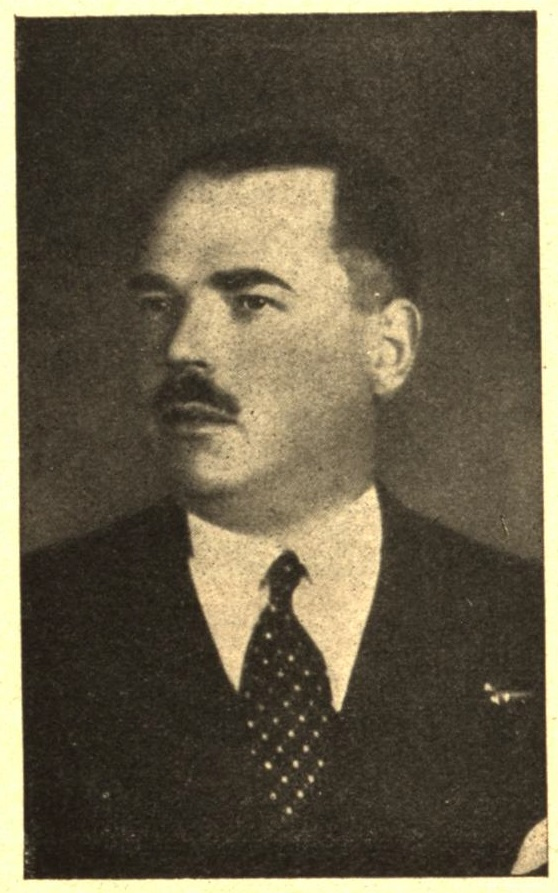
Adam Demidecki-Demidowicz starosta w latach 1928–1932.

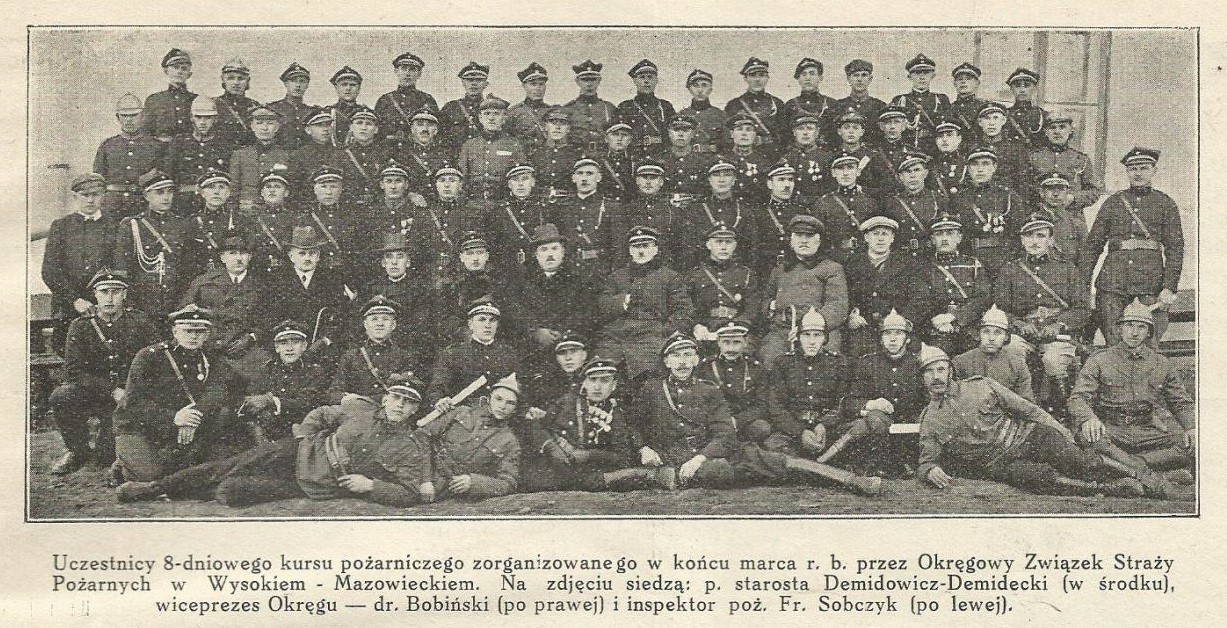
kurs pożarniczy, marzec 1930 r.

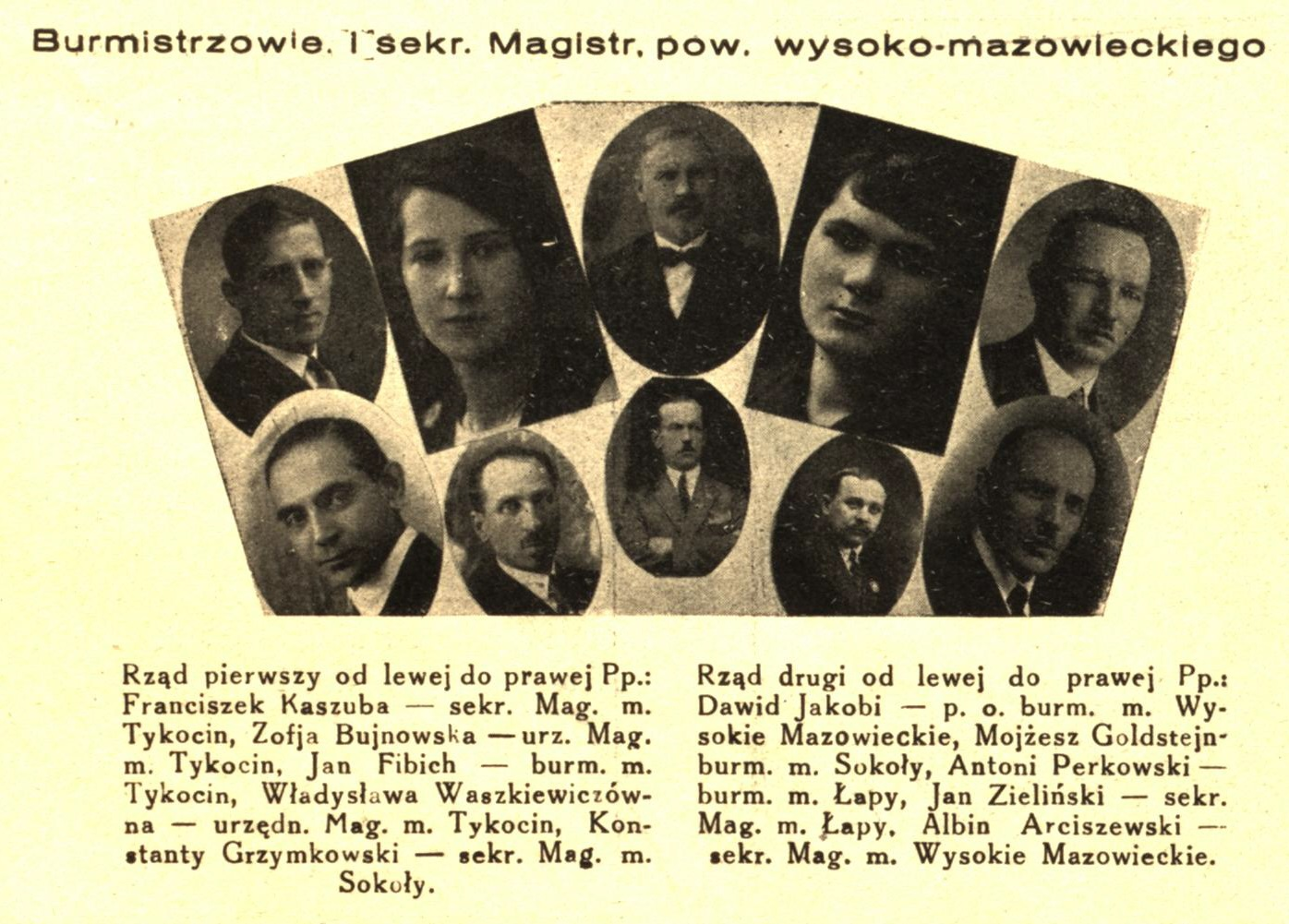
Burmistrzowie. I sekr. Magistr. pow. wysoko-mazowieckiego 1931 r.

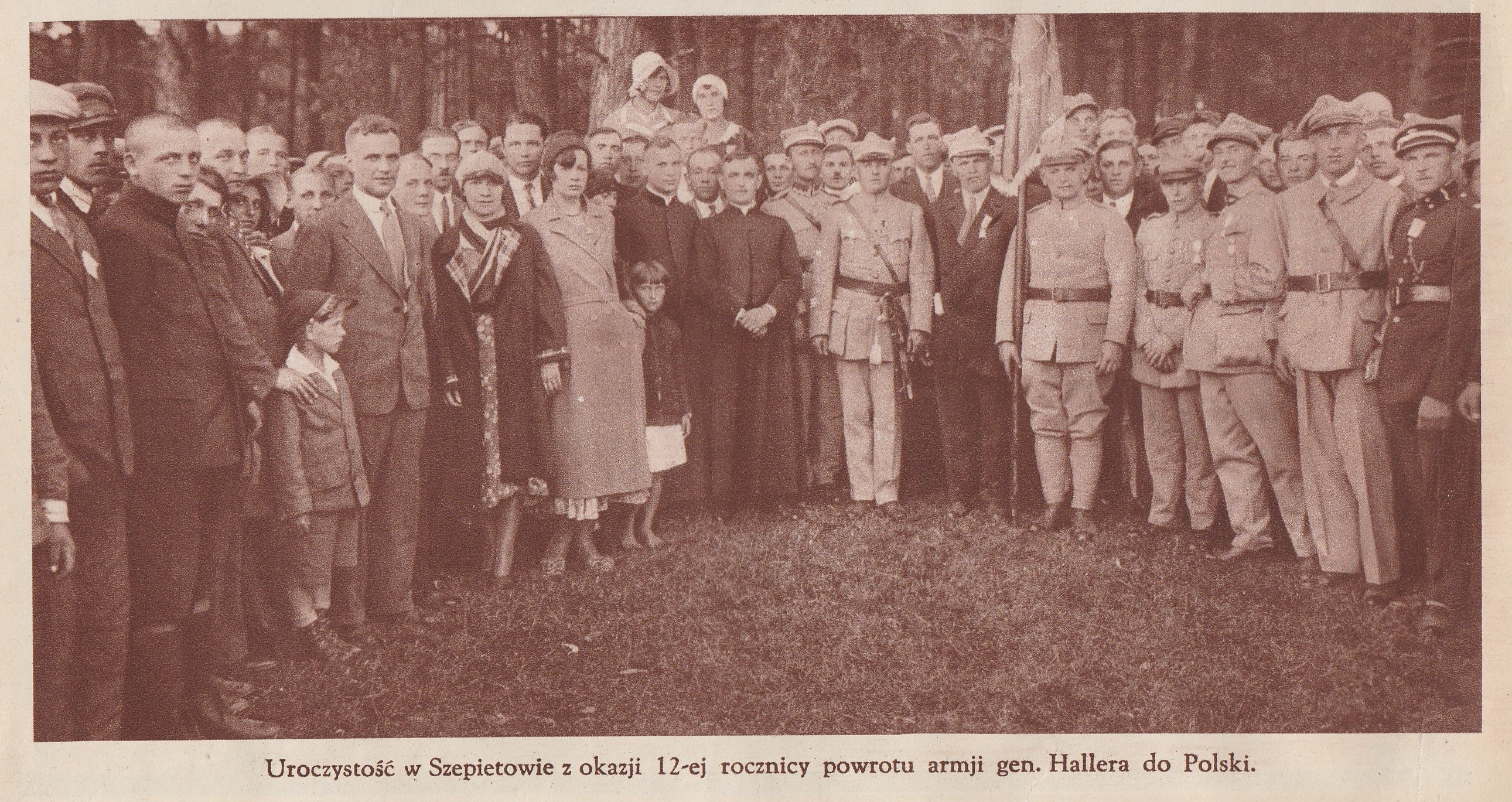
Uroczystości w Szepietowie z okazji 12-tej rocznicy powrotu armii gen. Józefa Hallera do Polski - kwiecień 1931 r.

Powiat wysokomazowiecki – powiat w Polsce (województwo podlaskie), utworzony w 1999 roku w ramach reformy administracyjnej. Jego siedzibą jest miasto Wysokie Mazowieckie.
Powiat wysokomazowiecki ma charakter typowo rolniczy. Większość mieszkańców stanowi ludność wiejska, utrzymująca się z pracy we własnych gospodarstwach.
Według danych z 31 grudnia 2019 roku powiat zamieszkiwało 56 860 osób. Natomiast według danych z 30 czerwca 2020 roku powiat zamieszkiwały 56 652 osoby.

## Skład powiatu
W skład powiatu wchodzą:
- gminy miejskie: Wysokie Mazowieckie
- gminy miejsko-wiejskie: Ciechanowiec, Czyżew, Szepietowo
- gminy wiejskie: Klukowo, Kobylin-Borzymy, Kulesze Kościelne, Nowe Piekuty, Sokoły, Wysokie Mazowieckie
- miasta: Wysokie Mazowieckie, Ciechanowiec, Czyżew, Szepietowo

## Geografia
Powiat leży na Wysoczyźnie Wysokomazowieckiej, pomiędzy doliną górnego biegu Narwi a Bugiem na południu. Od zachodu granicę wyznacza Czerwony Bór, a od strony północnej i wschodniej przechodzi w pradolinę rzeki Narew.
Teren powiatu jest obszarem nizinnym, jedynie na północno-wschodnim obszarze występują niewielkie morenowe wzgórza o wysokości do 160 m n.p.m.
W okolicach miasta Wysokie Mazowieckie biorą swój początek niewielkie dopływy Narwi i Bugu. Na obszarze powiatu nie występują naturalne zbiorniki wód powierzchniowych większych rozmiarów. Na północno-wschodnim skraju powiatu występują naturalnie ukształtowane mokradła i niezagospodarowane większe systemy torfowo-bagienne. Liczne są oczka śródpolne i sztuczne zbiorniki, np. zalew na rzece Nurzec w Ciechanowcu i sztuczny zbiornik o charakterze rekreacyjnym w okolicach wsi Tybory-Kamianka.
Korzystną cechą klimatyczną powiatu jest dość duże nasłonecznienie, którego współczynnik wynosi 6,4, niższy od współczynnika krajowego (6,6). Najczęściej zachmurzenia dominują w listopadzie i grudniu.
Powiat pozbawiony jest surowców mineralnych, jedynie w kilkunastu eksploatowanych złożach żwirowych pozyskuje się kruszywo budowlane.
Powierzchnia powiatu wynosi 1288 km² z czego:
- użytki rolne 986 km²
- tereny leśne 239 km²
- grunty zabudowane 44 km²
- nieużytki 15 km²
- pozostałe 4 km²

## Demografia

### W składzie II Rzeczypospolitej
Według spisu powszechnego z 1921 roku powiat w ówczesnych granicach zamieszkiwało 70975 osób, w tym 63263 (89,1%) Polaków, 7157 (10,1%) Żydów, 334 (0,5%) Białorusinów, 145 Rosjan, 51 Rusinów, 9 Niemców, 3 Litwinów, 1 Czech, 1 Estończyk, 1 Francuz, 1 Łotysz, 1 Włoch i 8 osób o nieustalonej narodowości.

### Współcześnie
Liczba ludności (dane z 30 czerwca 2012):
|        | Ogółem | Ogółem | Kobiety | Kobiety | Mężczyźni | Mężczyźni |
| osób   | %      | osób   | %       | osób    | %         |           |
| ------ | ------ | ------ | ------- | ------- | --------- | --------- |
| Ogółem | 59 313 | 100    | 29 405  | 49,58   | 29 908    | 50,42     |
| Miasto | 19 327 | 32,58  | 9871    | 16,64   | 9456      | 15,94     |
| Wieś   | 39 986 | 67,42  | 19 534  | 32,93   | 20 452    | 34,48     |

▶Wieś vs ▶miasto
Ogółem (▶k, ▶m)
Miasto (▶k, ▶m)
Wieś (▶k, ▶m)
Liczba ludności w 2008 r. wynosiła – 59 413 osób, w 2009 r. – 59 010 a już w 2010 r. – 58 700 osób.

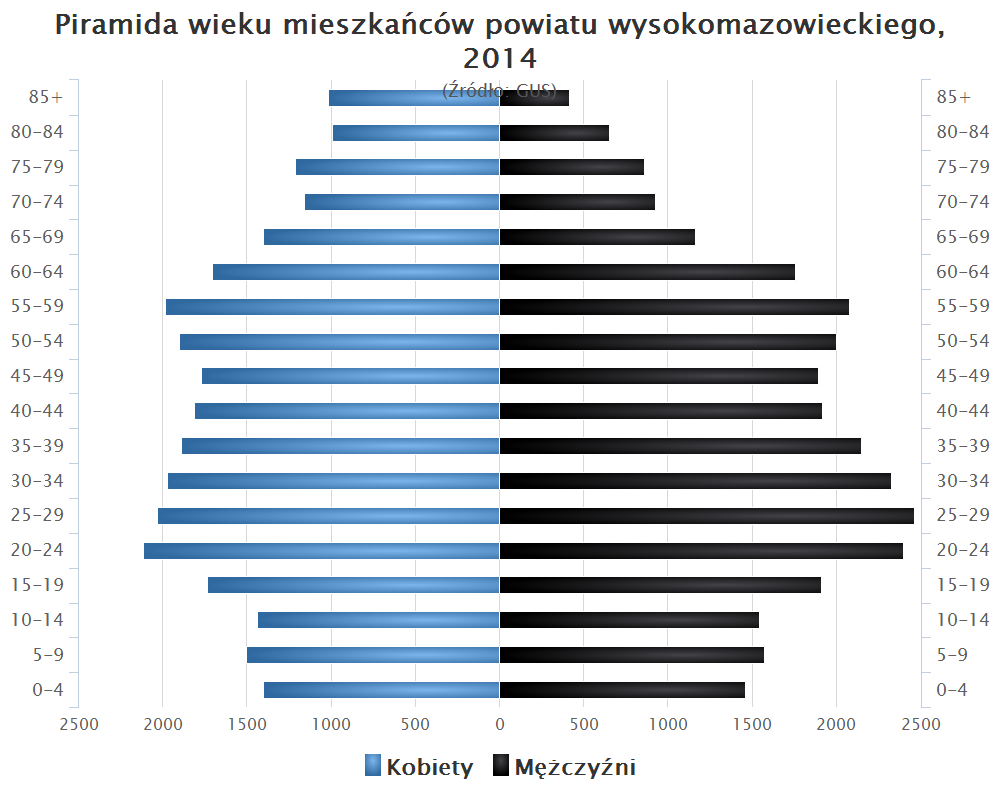
Piramida wieku mieszkańców powiatu wysokomazowieckiego w 2014 roku

## Stopa bezrobocia
We wrześniu 2019 liczba zarejestrowanych bezrobotnych wynosiła 1500 osób, a stopa bezrobocia 5,5%.

## Religia
Według spisu powszechnego z 1921 roku, 62002 (87,4%) mieszkańców powiatu w ówczesnych granicach wyznawało rzymski katolicyzm, 8114 (11,4%) judaizm, 740 (1,0%) prawosławie, 81 (0,1%) protestantyzm i 20 grekokatolicyzm. 15 osób zadeklarowało brak wyznania. W przypadku 8 osób wyznania nie ustalono.

## Historia powiatu

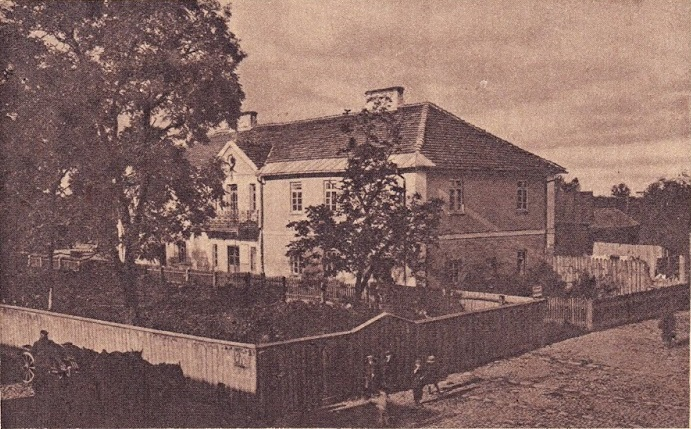
Urząd powiatowy – 1918 r.

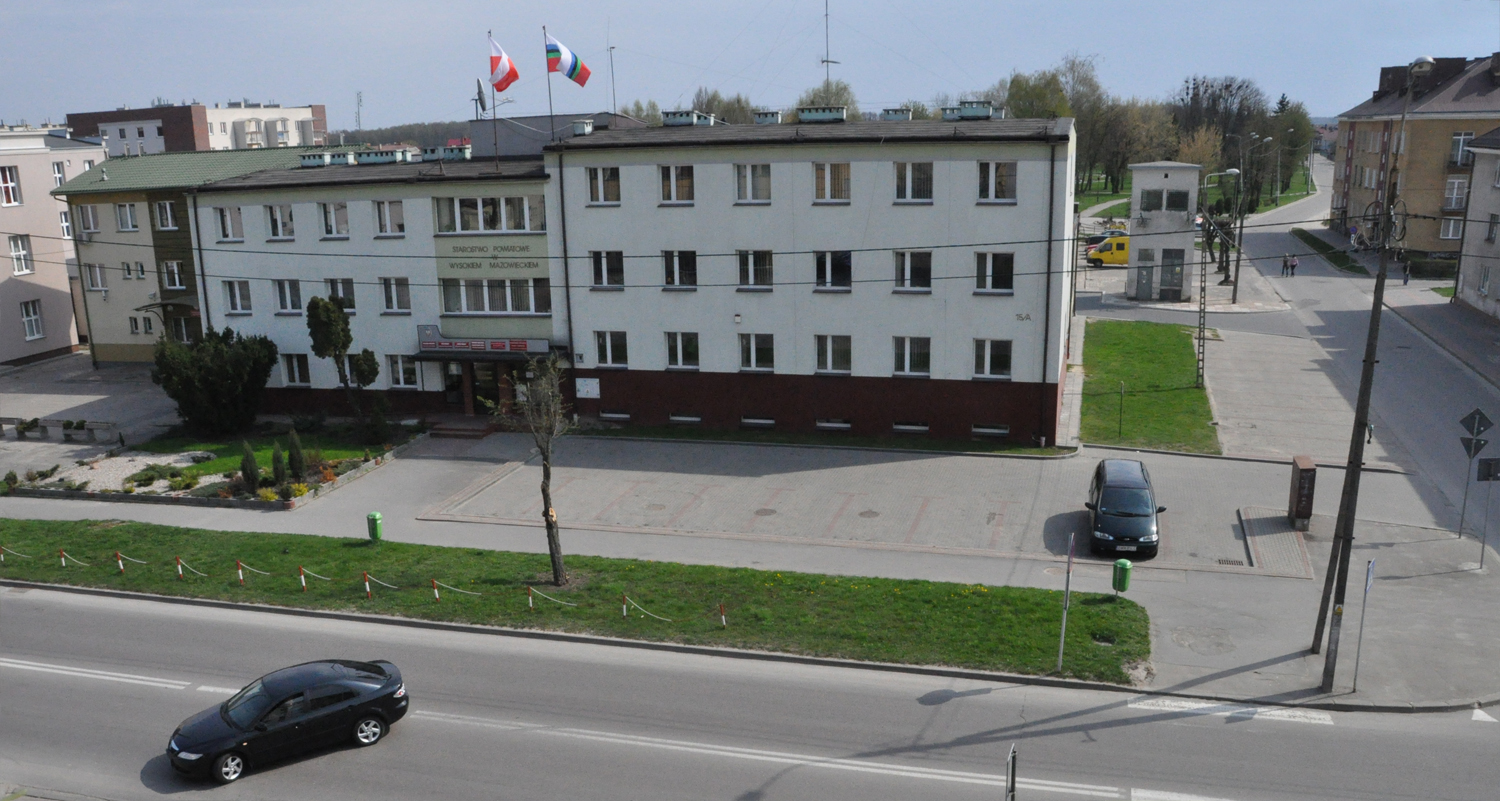
Siedziba powiatu wysokomazowieckiego

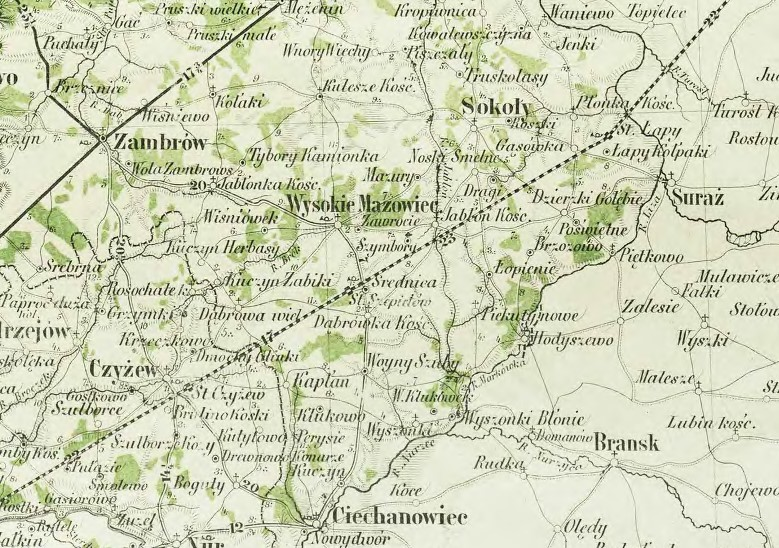
Okolice Wysokiego Mazowieckiego na mapie z 1863 r.

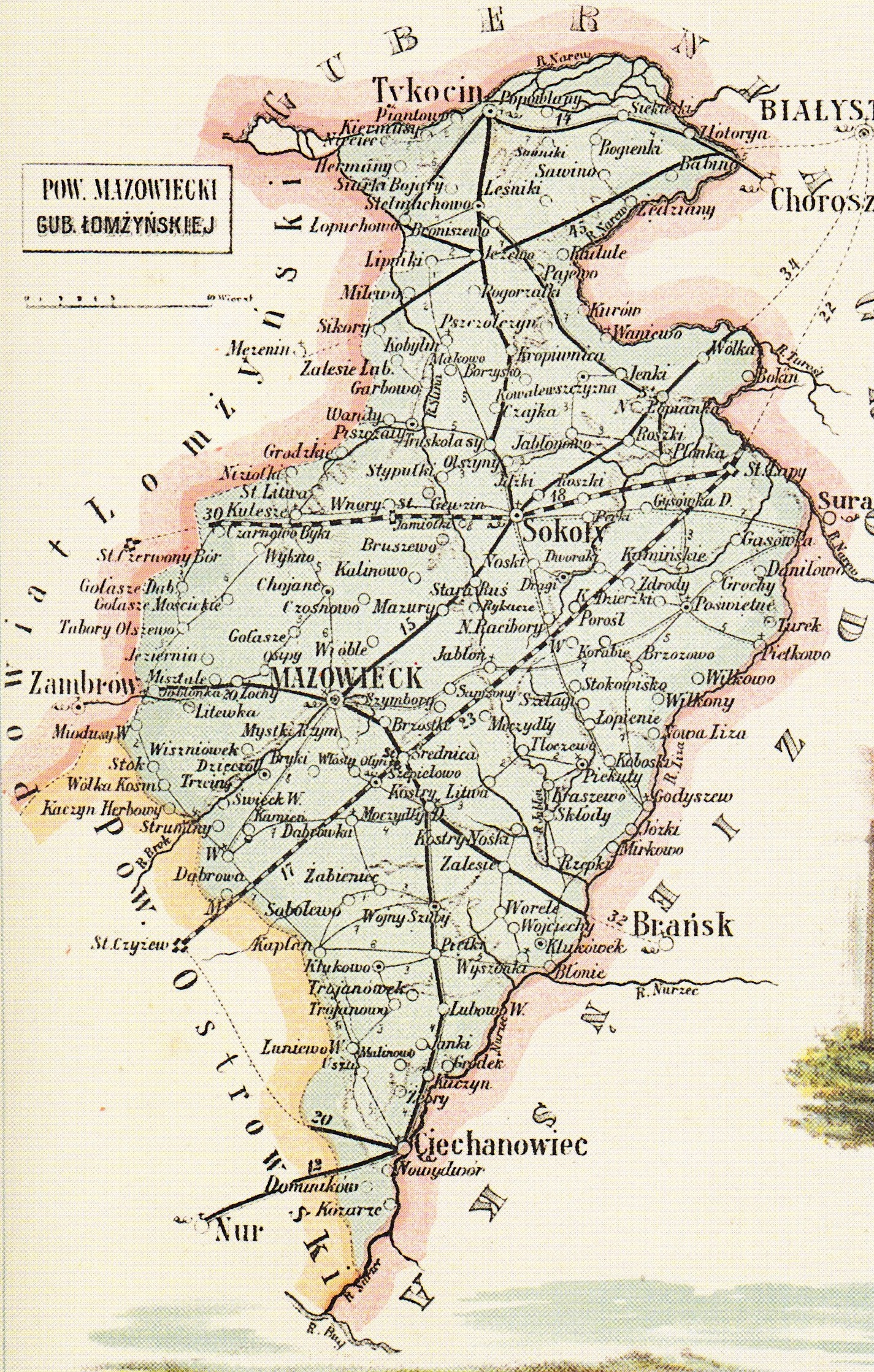
Powiat mazowiecki na mapie z 1907 roku

Powiat mazowiecki został utworzony w roku 1867 z części powiatu łomżyńskiego. Należał do guberni łomżyńskiej. Od północy, wschodu i południa graniczył z gubernią grodzieńską, od zachodu z powiatem ostrowskim i łomżyńskim. Powierzchnia powiatu wynosiła 2576 mil kwadratowych.
W powiecie znajdowało się wtedy jedno miasto (Tykocin) i 9 gmin: Kowalewszczyzna, Klukowo, Mazowieck, Piekuty, Piszczaty, Poświętne, Sokoły, Stelmachowo, Szepietowo. Wcześniej na terenie powiatu istniały gminy w Chojanech i Dzięcieli. Osady miejskie w powiecie to: Wysokie, Sokoły. We wszystkich gminach było 376 wsi.
W Tykocinie znajdował się okrąg sądu pokoju dla miasta Tykocina. Były również trzy okręgi sądów gminnych: w Tykocinie, Mazowiecku i Dąbrówce Kościelnej.
W roku 1867 powiat liczył 54230 mieszkańców, w 1890 – 69911. W Tykocinie żyły 5303 osoby. W powiecie przeważała ludność polska. Było również 476 prawosławnych, 65 protestantów i 15377 Żydów (w Tykocinie 4628).
Powiat mazowiecki w 1911 r.
| Miejscowość                              | Liczba ludności | Katolicy    | Prote stanci | Żydzi         | Powierzchnia (w morgach) |
| ---------------------------------------- | --------------- | ----------- | ------------ | ------------- | ------------------------ |
| Tykocin m.                               | 5137            | 2247        | 6            | 2869          | 4515                     |
| Klukowo w tym Ciechanowiec               | 9565 2654       | 7363 850    | –            | 2190 1793     | 32265 –                  |
| Kowalewszczyzna                          | 6295            | 2611        | –            | 70            | 21190                    |
| Mazowieck w tym Mazowieck w tym Jabłonka | 10711 2801 534  | 8050 997 84 | –            | 2571 1730 439 | 31405 –                  |
| Piekuty                                  | 7553            | 7213        | –            | 307           | 25504                    |
| Piszczaty                                | 6995            | 6718        | –            | 240           | 21307                    |
| Poświętne w tym Łapy                     | 10660 3105      | 8330 1239   | 258 230      | 1244 837      | 23321 –                  |
| Sokoły w tym Sokoły                      | 11591 4125      | 7869 435    | –            | 3711 3679     | 23324 –                  |
| Stelmachowo                              | 6945            | 6852        | 19           | 44            | 22079                    |
| Szepietowo                               | 10687           | 9656        | –            | 908           | 33196                    |

Źródło

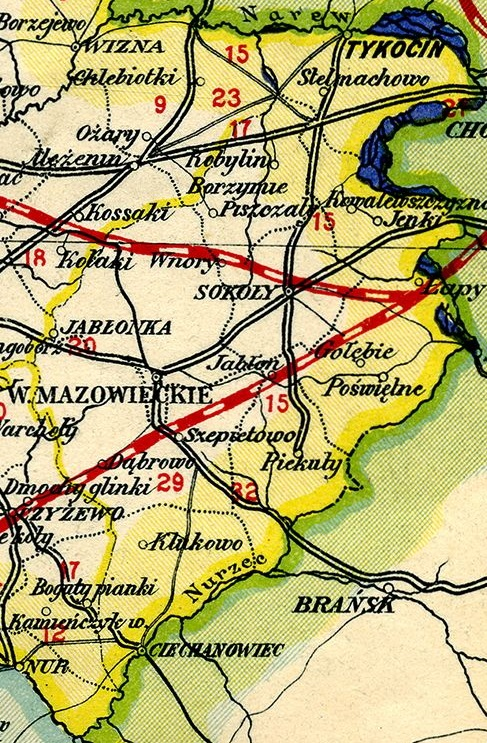
Powiat mazowiecki na mapie z 1914 roku (ukazuje granice gmin)

Po zakończeniu I wojny światowej, ustawą sejmową z sierpnia 1919 r. utworzono województwo białostockie. W jego skład wszedł również powiat mazowiecki. Powierzchnia powiatu wynosiła 1118 km², a liczba ludności 70975 (w 1921 r.). W powiecie były trzy miasta: Wysokie Mazowieckie, Sokoły i Tykocin.
W latach 20. starostą był Romuald Klimów.
Odbudowę społeczno-gospodarczą powiatu przerwał najazd bolszewicki w roku 1920. Dla uczczenia pamięci poległych żołnierzy z lat 1918–1921, z inicjatywy ówczesnego starosty Józefa Zycherta, wystawiono w Wysokiem Mazowieckiem (1928 r.) Pomnik Niepodległości, zwany powszechnie pomnikiem POW.
Komasacja gruntów w powiecie w roku 1930 wynosiła około 97% (najwyższy wskaźnik w II Rzeczypospolitej). Odsetek gospodarstw małych wynosił 38%. Najliczniejsza grupę stanowiły gospodarstwa o powierzchni 5-10 ha. Było również 31 gospodarstw w grupie od 200 do 1000 ha i 3 powyżej 1000. W roku 1931 grunty orne zajmowały 63,1% powierzchni powiatu.
Po wyzwoleniu, urząd starostwa zorganizowano we wrześniu 1944 r. Pierwszym starostą był porucznik Segda, wicestarostą podporucznik Kania. Powołano urzędy: Urząd ziemski, Inspektorat szkolny, Urząd skarbowy, Zarząd drogowy i Urząd pocztowy. Miesiąc później działalność rozpoczęły: Powiatowa Rada Narodowa i Gminne Rady Narodowe we wszystkich gminach.
Powiat zajmował obszar 1462,4 km², zamieszkany był przez około 80 tys. osób. Na terenie powiatu były dwa miasta: Wysokie Mazowieckie i Łapy.
W 1953 oddano do użytku szpital przewidziany dla 230 chorych. Znajdowały się w nim oddziały: wewnętrzny, dziecięcy, ginekologiczny, chirurgiczny. Pierwszym dyrektorem został dr Eugeniusz Czerniawski.
W 1973 powołano Zespół Opieki Zdrowotnej, któremu podporządkowano szpital rejonowy w Ciechanowcu, 11 gminnych i 8 wiejskich ośrodków zdrowia.

## Szkolnictwo w powiecie do roku 1914
W roku 1864 szkoły wyłączono spod opieki dworu i parafii, a przekazano gminom. W 1875 zamiast szkół wyznaniowych wprowadzono szkoły wiejskie, gminne i miejskie. Szkoły żydowskie i ewangelickie kantory pozostały przy dawnych nazwach.

### Szkoły rządowe
- Tykocin:
  - 1-klasowa gminna, założona przed 1869, funkcjonowała do 1914
  - 1-klasowa miejska, od około 1869 do 1886
  - 1-klasowa żydowska, przed 1870 do 1886
  - 2-klasowa męska utworzona ze szkoły miejskiej i żydowskiej (1886-1914)
  - 1-klasowa żeńska, 1886-1914
- Gmina Klukowo:
  - Ciechanowiec, 1-klasowa (1886-1914)
  - Ciechanowiec, 1-klasowa żydowska (1879-1880)
  - Klukowo, 1-klasowa, przed 1873-1914
  - Kuczyn, 1-klasowa, przed 1879-1914
  - Lubowicze, 1-klasowa, przed 1872 do około 1876
  - Piętki-Gręzki, 1-klasowa, przed 1868 do około 1879
  - Wojny-Szuby, 1-klasowa, przed 1872-1884
  - Wyszonki, 1-klasowa, przed 1868-1914
- Gmina Kowalewszczyzna:
  - Płonka Kościelna, 1-klasowa, przed 1870-1914
  - Waniewo, 1-klasowa, 1867-1914
- Gmina Mazowieck:
  - Jabłonka, 1-klasowa, 1867-1914
  - Kulesze, 1-klasowa, 1868-1914
  - Mazowieck, 1-klasowa, 1877-1914
  - Wielki Święck, 1-klasowa, 1910-1914
- Gmina Piekuty:
  - Hodyszewo, 1-klasowa, przed 1873-1914
  - Jabłoń, 1-klasowa, przed 1873-1914
  - Piekuty, 1-klasowa, przed 1869-1914
  - Wyliny Ruś, 1-klasowa, 1879-1914
- Gmina Piszczaty:
  - Kobylin, 1-klasowa, przed 1870-1914
  - Kobylin, 1-klasowa, 1913-1914
- Gmina Poświętne:
  - Łapy, 2-klasowa, kolejowa męska, 1870-1914
  - Łapy, 1-klasowa, żeńska, 1875-1914
  - Łapy, 1-klasowa, męska wiejska, 1886-1889
  - Pietkowo, 1-klasowa, 1873-1914
  - Poświętne, 1-klasowa, 1868-1914
- Gmina Sokoły:
  - Sokoły, 1-klasowa, 1871-1914
- Gmina Stelmachowo:
  - Broniszewo, 1-klasowa, 1910-1914
  - Rzędziany, 1-klasowa, 1913-1914
- Gmina Szepietowo:
  - Bryki, 1-klasowa, 1913-1914
  - Dąbrowa Wielka, 1-klasowa, 1873-1914

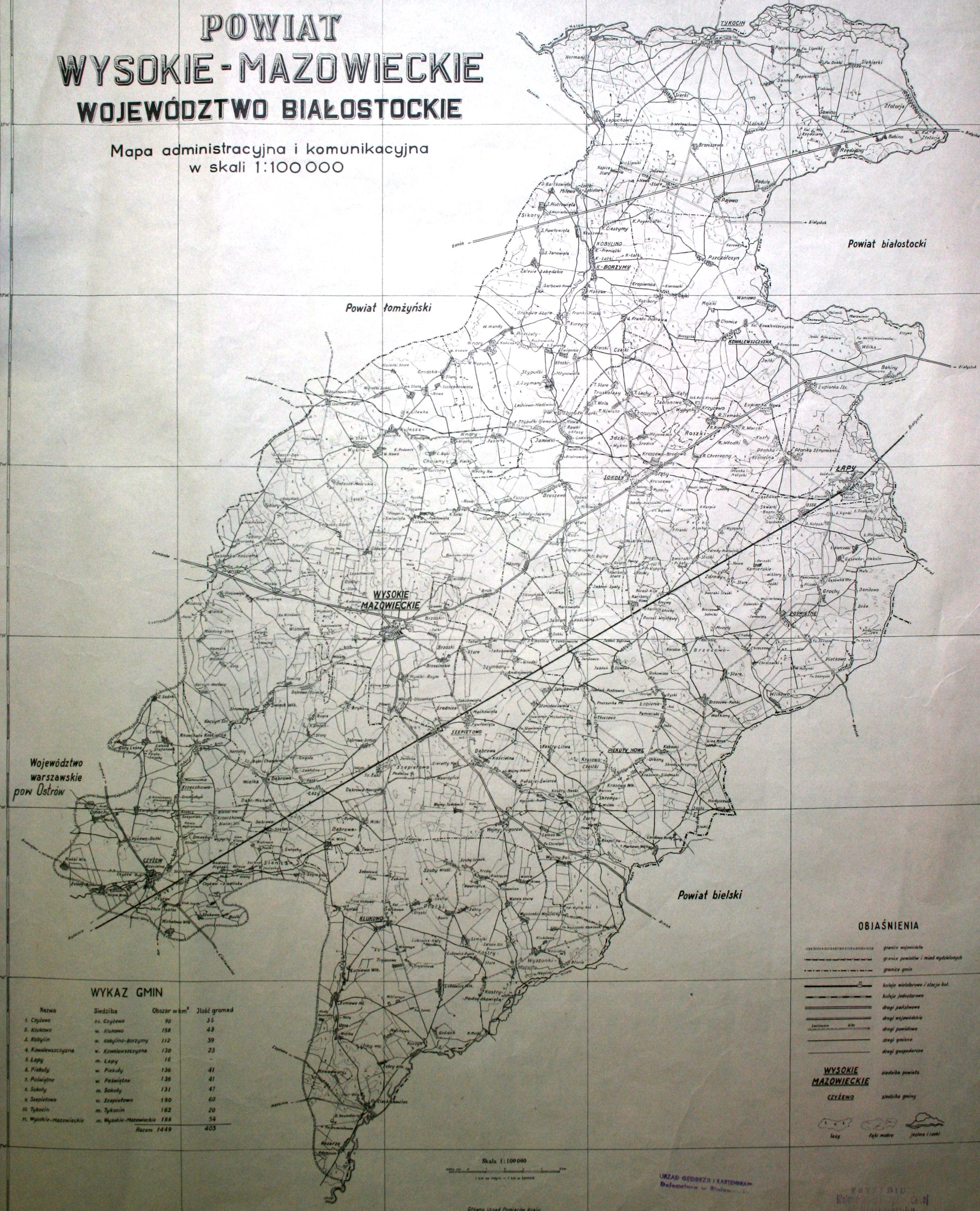
Powiat wysokomazowiecki na mapie z 1948 roku

  - Dąbrówka, 1-klasowa, 1868-1914

### Szkoły prywatne
- Wysokie Mazowieckie:
  - Anna Raczkowska otworzyła w 1871 r. 2-klasową szkołę żeńską. W 1872 roku I oddział liczył 60, II-42, III-52, IV-5 uczennic
  - Cecylia Betlej, 1876, 1-klasowa szkoła żeńska
  - Stefania Judejko, 1893, 1-klasowa szkoła żeńska
- Łapy: Julianna E.F. Dimitr założyła 1-klasową szkołę żeńską przy stacji kolejowej
- Łupianka Stara, w 1887 r. 1-klasową szkołę dla obojga płci założył Wincenty Łupiński. Szkoła zamknięta w roku 1892 z powodu śmierci założyciela
- Krzyżewo: od 1910 roku funkcjonowała szkoła rolnicza założona przez Bronisławę i Stefanię Karpowicz

### Szkoły żydowskie (chedery)
W 1895 chedery istniały w: Ciechanowcu (2), Jabłonce (4), Kobylinie Borzymach (1), Mazowiecku (10), Sokołach (8), Tykocinie (10). W 1901 w całym powiecie istniały 34 chedery.

## Szkolnictwo w latach 1918–1939
W roku szkolnym 1925/1926 na 105 szkół w powiecie wysokomazowieckim własne budynki posiadały: szkoła nr 3 w Łapach, nr 1 i nr 2 w Sokołach i nr 1 w Wysokiem Mazowieckiem, szkoła w osadzie Ciechanowiec oraz wsiach: Dąbrowa Wielka, Hodyszewo, Jabłoń Kościelna, Nowe Piekuty, Płonka Kościelna, Waniewo, Rzędziany, Kostry-Noski.
Liczba szkół wzrastała do 1925 roku, by potem się zmniejszyć. W roku szkolnym 1932/1933 było w powiecie 75 szkół i 1371 uczniów, w 1934/1935 75 szkół i 1387 uczniów, a w 1937/1938 82 szkoły i 1436 uczniów.
Pierwszą szkołą średnią w powiecie była Koedukacyjna Średnia Szkoła Handlowa założona w 1933 r. przez Towarzystwo Przyjaciół Wysokiego Mazowieckiego. Najpierw była to szkoła 3-letnia, później 4-letnia. W 1936 roku zorganizowano Gimnazjum Kupieckie, które w 1939 r. otrzymało prawa szkoły państwowej.
W 1926 r. w Krzyżewie funkcjonowała Ludowa Szkoła Rolnicza. Nauka trwała 11 miesięcy, praktykę uczeń odbywał w gospodarstwie rodziców. W 1937 nazwana: Prywatna Szkoła Przysposobienia Rolniczego Stefanii Karpowiczówny. W 1939 r. zmieniono nazwę szkoły na: Prywatna Męska Roczna Szkoła Rolnicza w Krzyżewie. Szkoła otrzymała uprawnienia szkół państwowych.

## Tajne nauczanie w czasie II wojny światowej
Podczas II wojny światowej punkty tajnego nauczania zorganizowano między innymi w Wysokiem Mazowieckiem, Łapach, Moczydłach, Klukowie, Kozarzach, Jabłonce, Osipach, Brzózkach, Kalinowie, Włostach i innych wsiach w powiecie.
W celu koordynacji nauczania powstała Powiatowa Komisja Oświaty i Kultury powiatu wysokomazowieckiego, której przewodniczącą została Róża Czarnohorska. Dla młodzieży starszej organizowano nauczanie na poziomie gimnazjalnym. W latach 1941–1942 w tajnym nauczaniu na tym terenie uczestniczyło co najmniej 98 nauczycieli i 1600 uczniów, w roku 1942-1943 nie mniej niż 88 nauczycieli i 1805 uczniów, a w roku 1943-1944 82 nauczycieli i 1324 uczniów.

## Transport
Baza sieci komunikacyjnej niemal całkowicie zapewnia podstawowe potrzeby mieszkańców. Lokalną sieć drogową tworzą głównie drogi gminne o dł. 761 km i powiatowe o dł. 594 km, pozostałe stanowią tylko 7%.
Układ komunikacyjny powiatu opiera się na ciągu drogi wojewódzkiej nr 689 Zambrów – Wysokie Mazowieckie – Szepietowo – Brańsk, umożliwiając połączenie środkowej i południowej części powiatu z drogą krajową nr 8, a w konsekwencji ze stolicą i pozostałymi regionami kraju. Uzupełnieniem tego trzonu jest droga wojewódzka nr 678, łącząca bezpośrednio Wysokie Mazowieckie z Białymstokiem oraz drogi krajowe nr 63 i 66.
Północna część powiatu, obejmująca teren gmin Kobylin-Borzymy i częściowo Kulesze Kościelne i Sokoły, styka się z drogą krajową nr 8, o niewielkim znaczeniu dla struktury komunikacyjnej powiatu.
Dopełnieniem sieci drogowej jest jedna z najstarszych w kraju linii kolejowych tzw. Kolej Warszawsko-Petersburska relacji Petersburg – Białystok – Warszawa. Linia przebiega przez Szepietowo, gdzie znajduje się stacja kolejowa, w sąsiedztwie miasta Wysokie Mazowieckie.

## Naczelnicy powiatu
Naczelnicy pracujący w powiecie (od roku 1876):
- Adrian Sadowski (1876-1886)
- Afanas Stołypin (1887-1888)
- Paweł Naumow (1888-1894)
- Sergiusz Koptiew (1894-1902)
- Stefan Ałferow (1906)
- Iwan Fibich (Fabich Emielnianow) (1910-1917) pełnił funkcję nawet w Rosji

## Starostowie
Starostowie pracujący w starostwie (od roku 1918):
- Józef Zychert (1918-1928)
- Romuald Klimowiecki na przełomie lat 20. i 30.
- Adam Demidecki-Demidowicz (1928-1932)
- Tadeusz Raczyński (1932-1937)
- Józef Świątkiewicz (1937)
- Paweł Tadeusz Alfred Sulatycki (1938-1939)
- Stanisław Segda (1944-1945)
- Józef Wołoszynowicz (1945-1946)
- Bogdan Kubicki (1946)
- Stanisław Hübner (1946-1947)
- Wacław Rudzki (1947-1948)
- Andrzej Sandecki p.o. (1948)
- Stanisław Wasztygiel (1948-1949)
- Leon Parszuto (1949)

## Wicestarostowie
Wicestarostowie pracujący w starostwie (od roku 1929):
- W. Sulkowski (17.08.1929)
- Jan Procakiewicz (25.05.1936)
- Antoni Roth (29.08.1937)
- Franciszek Dziakowicz 17.03.1939
- Stanisław Kania (1945)
- Łazarewicz (1945)
- Andrzej Sandecki (1946-1949)
- Michał Trubacz

## Kierownicy
Kierownicy pracujący w Urzędzie Rejonowym (od roku 1990):
- Czesław Jakubiak (1990-1991)
- Krzysztof Krajewski (1991-1998)

## Starostowie
Starostowie pracujący w starostwie (od roku 1998):
- Jacek Bogucki (1998-2005)
- Bogdan Zieliński (2005-)[18].

## Sąsiednie powiaty
- powiat zambrowski
- powiat białostocki
- powiat bielski
- powiat siemiatycki
- powiat sokołowski (mazowieckie)
- powiat ostrowski (mazowieckie)

## Media
- Czyżewski Portal Internetowy czyzew.info.pl
- Wysokomazowiecki Portal Internetowy eWysMaz.pl

## Galeria

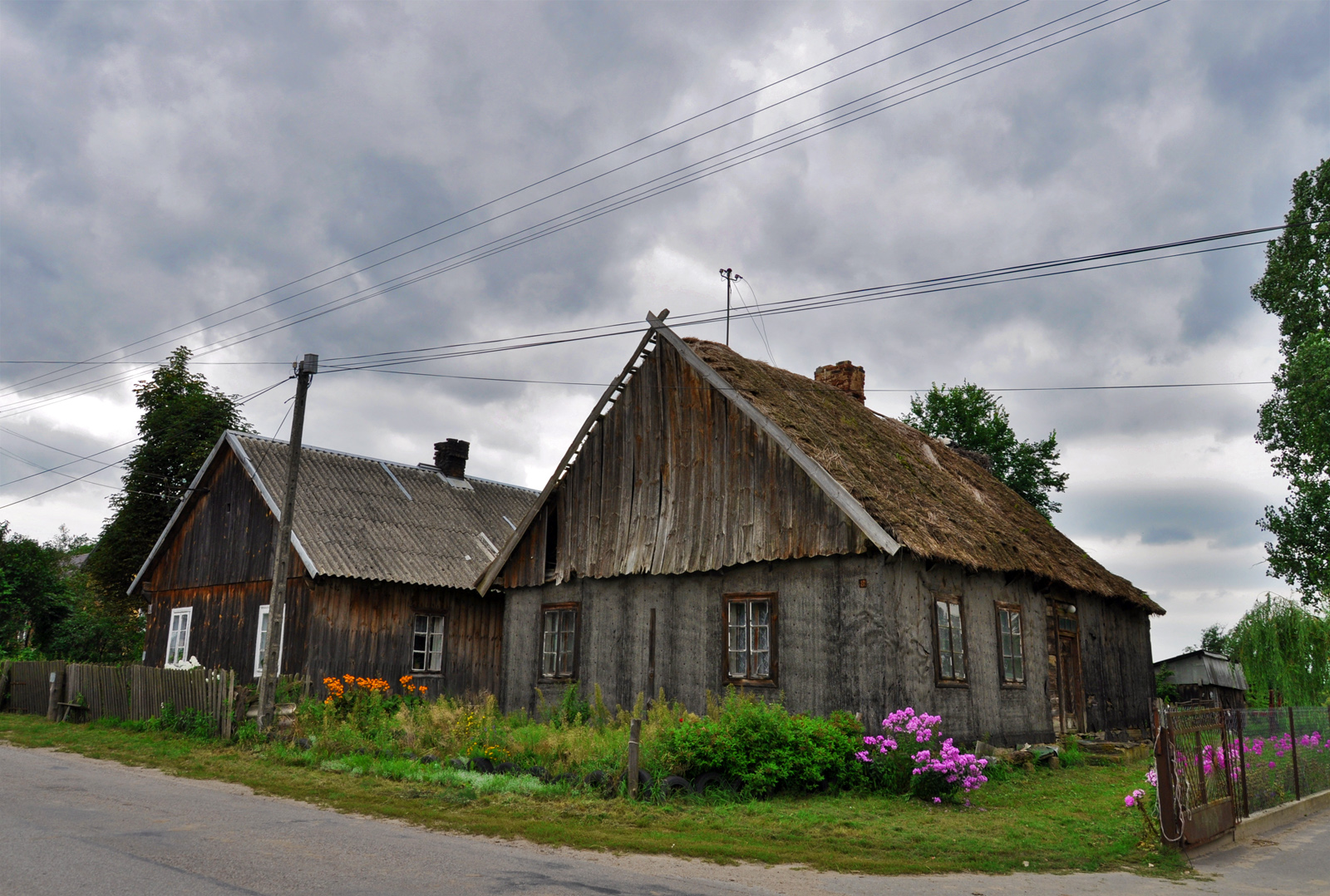
Gmina Wysokie Mazowieckie – Mścichy
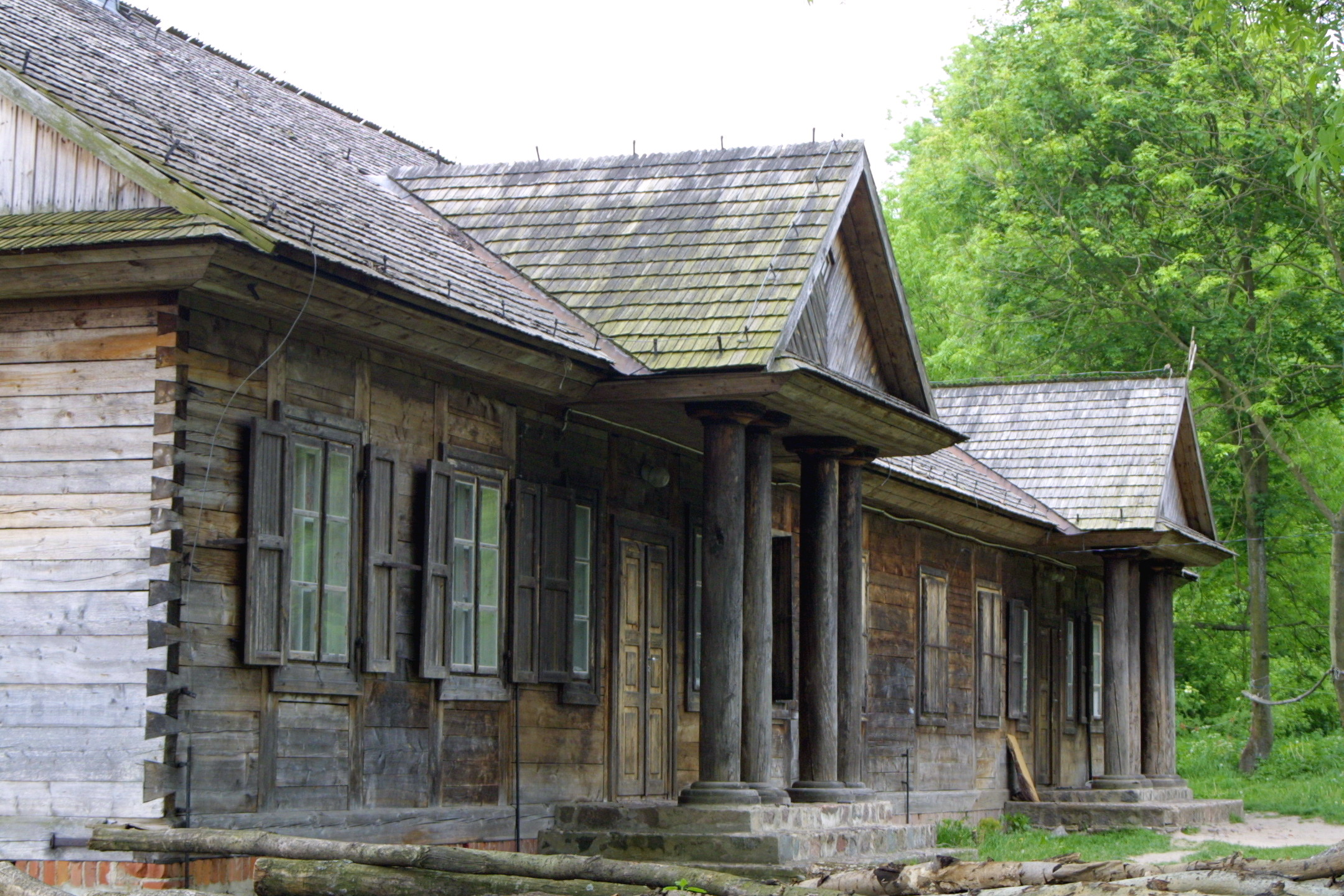
Gmina Ciechanowiec – Pobikry
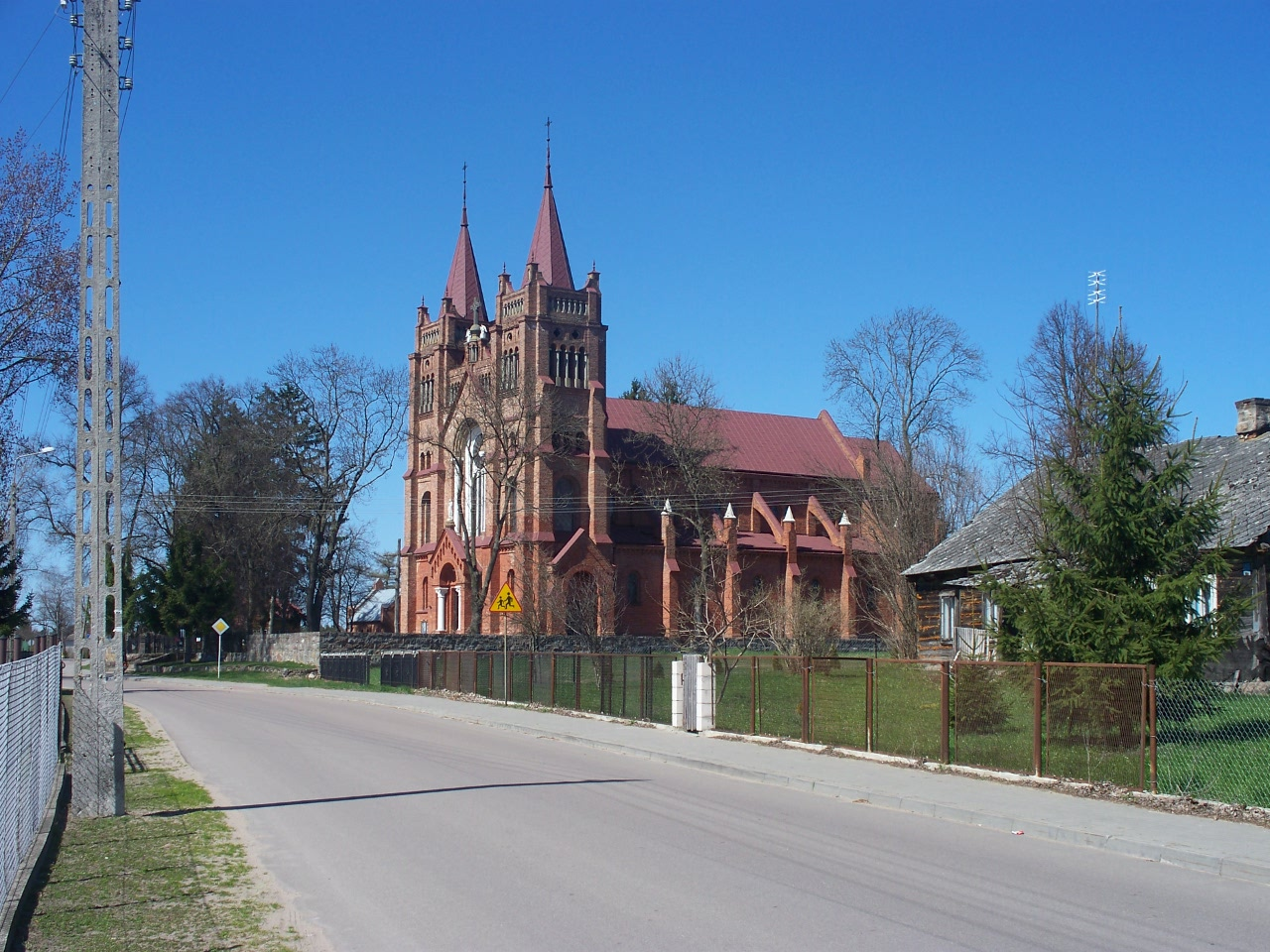
Gmina Czyżew – Dąbrowa Wielka
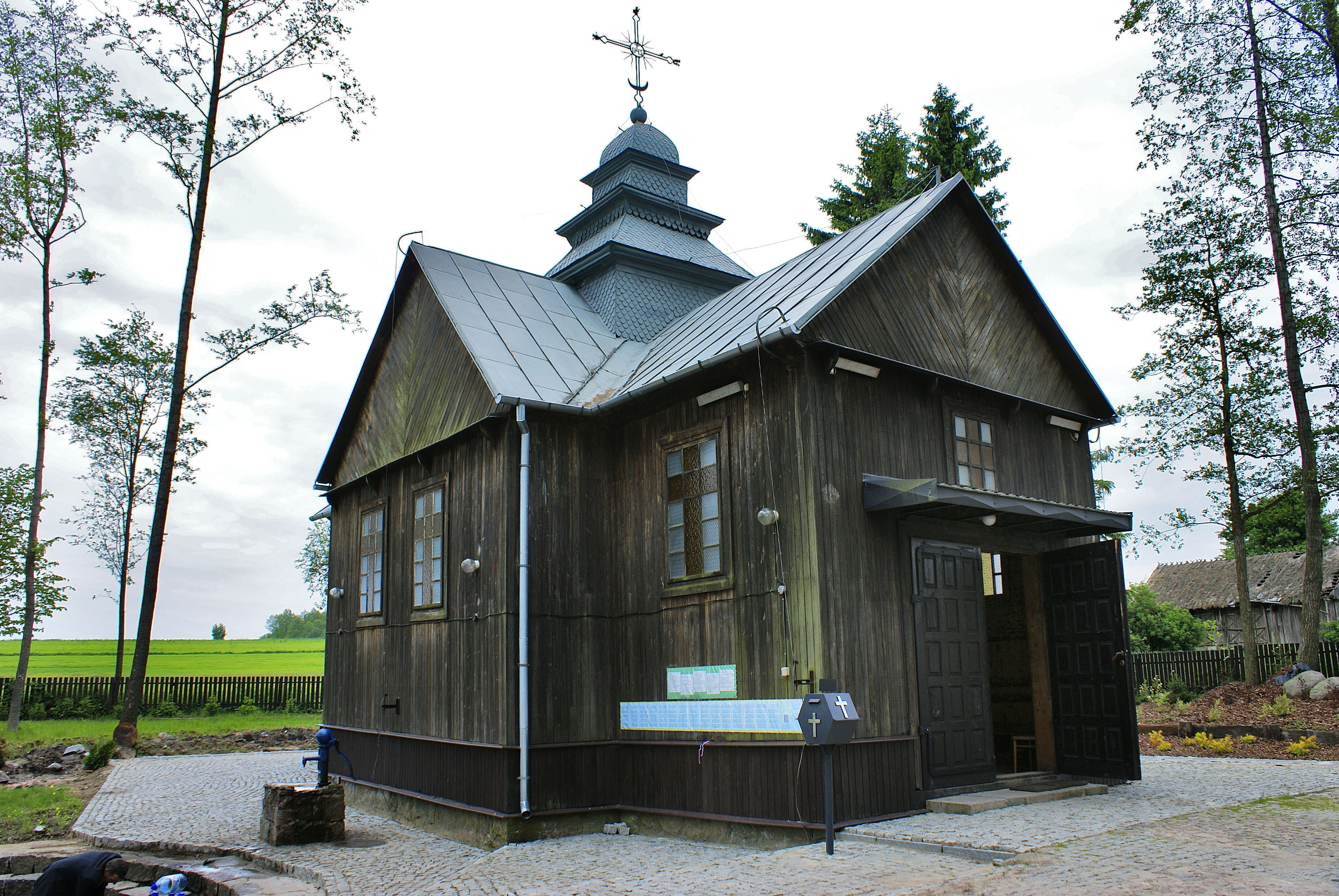
Gmina Nowe Piekuty – Hodyszewo
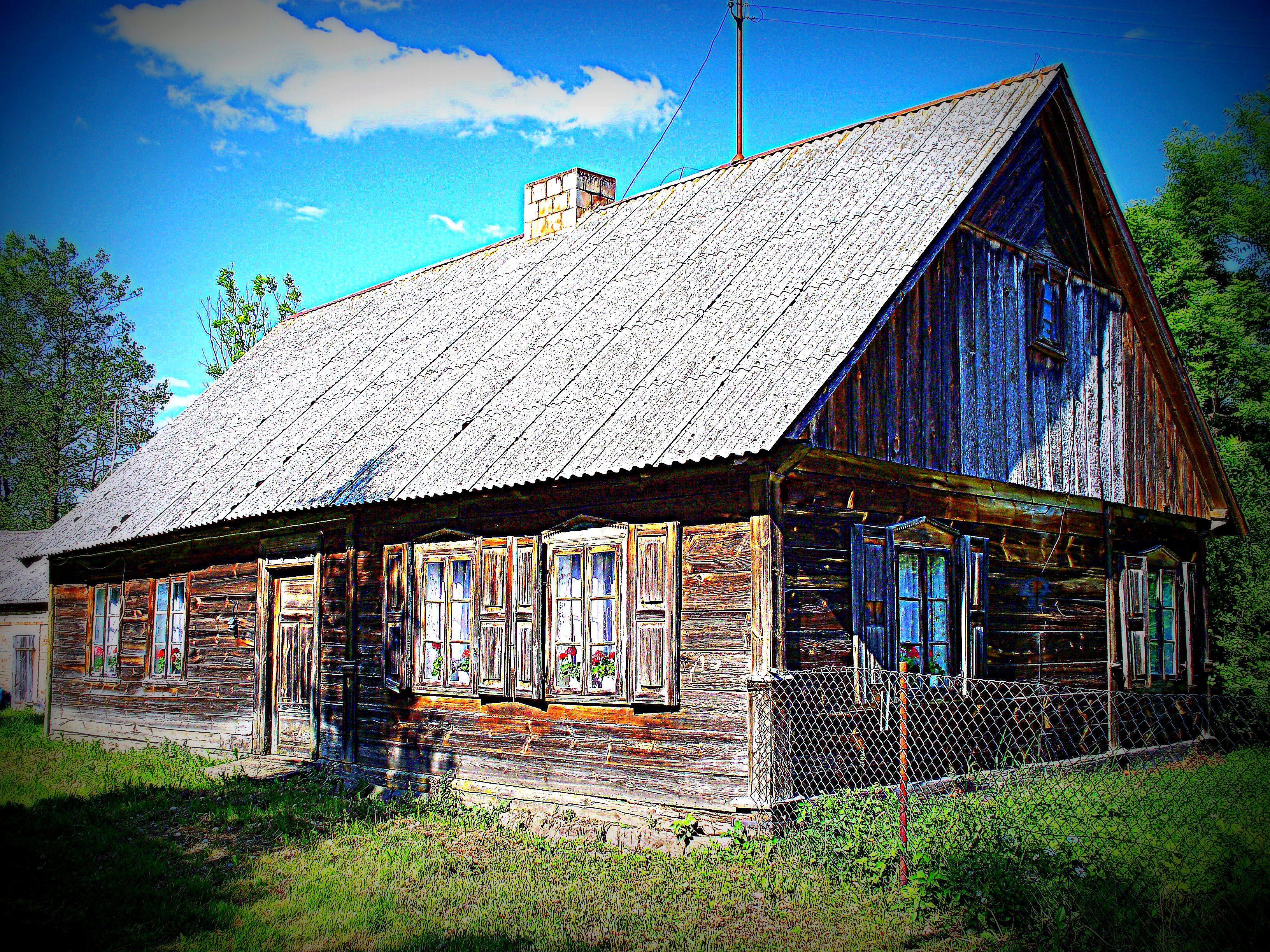
Gmina Szepietowo – Moczydły-Jakubowięta
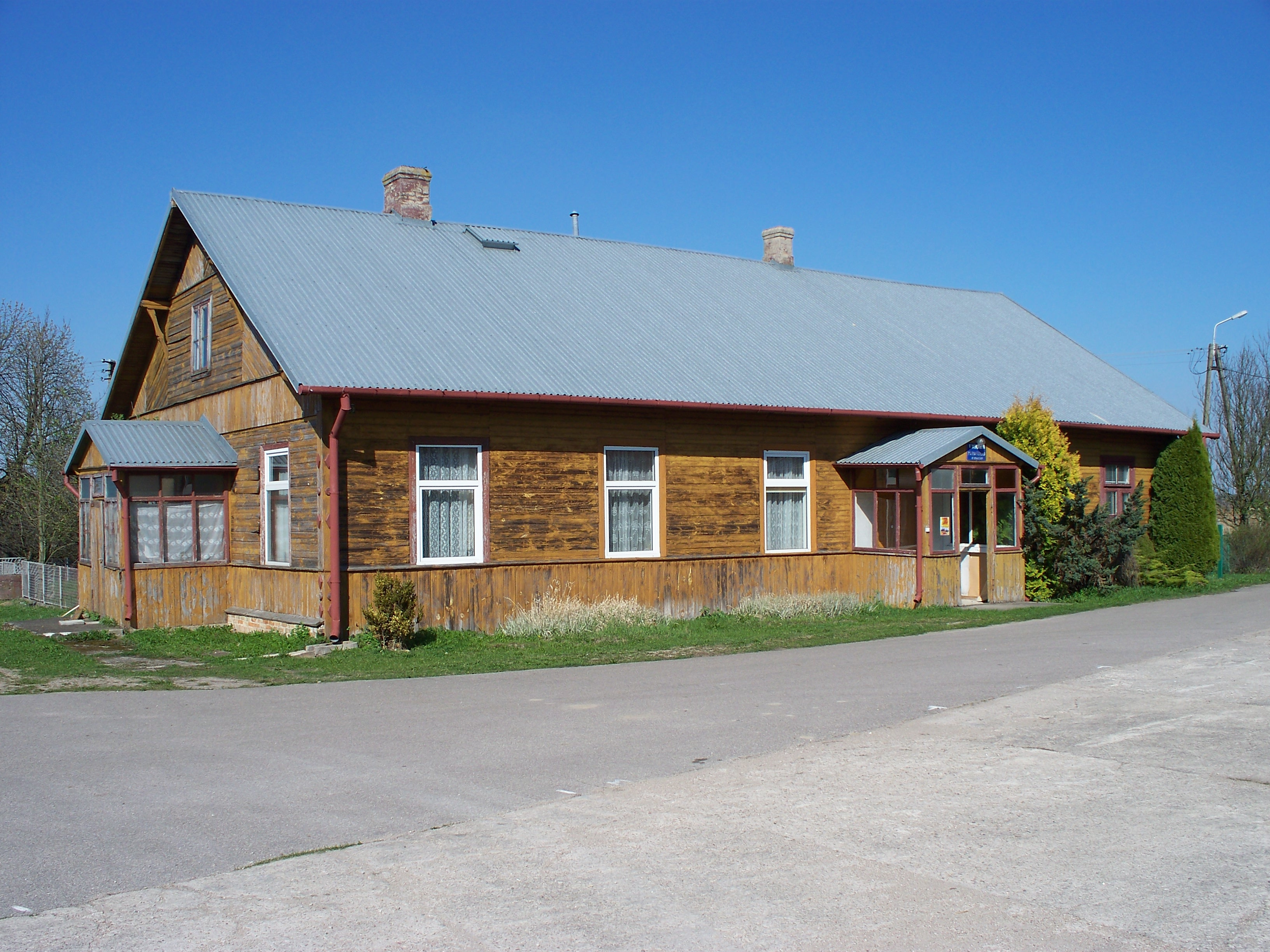
Gmina Sokoły – Waniewo